# Abdoulaye Doucouré
Abdoulaye Doucouré (Meulan-en-Yvelines, 1º gennaio 1993) è un calciatore francese naturalizzato maliano, centrocampista del Neom.

## Caratteristiche tecniche
Gioca come mediano e grazie alla sua notevole misura fisica fa dell'interdizione e delle ripartenze i suoi punti di forza. Possiede buona abilità negli inserimenti senza palla ed è molto forte sia nei contrasti di gioco che nel gioco aereo, oltre a sapere giocare box-to-box.

## Carriera

### Rennes
Cresciuto calcisticamente nelle giovanili del Rennes, ha debuttato in prima squadra il 27 aprile 2013, giocando da titolare e segnando un gol nella partita di Ligue 1 vinta 2-0 contro il Brest.

### Granada e Watford
Il 1º febbraio 2016 viene acquistato dal Watford per 10 milioni e mezzo di euro, firmando un contratto quadriennale. Contestualmente viene girato in prestito per sei mesi al Granada, altro club di proprietà della famiglia Pozzo.
Nell'estate 2016 rientra dal prestito per far parte della rosa degli Hornets. Segna la sua prima rete in Premier League il 4 marzo 2017 nella sconfitta interna per 4-3 contro il Southampton. Nella stagione successiva arriva la consacrazione definitiva, riuscendo ad andare a segno per 7 volte in campionato. Il 12 agosto 2017 segna una rete nella partita d'esordio di Premier League contro il Liverpool, finita 3-3. In quattro stagioni colleziona complessivamente 141 presenze e 17 reti.

### Everton
L'8 settembre 2020 viene acquistato a titolo definitivo dall'Everton, alla cifra di 20 milioni di sterline, con cui firma un contratto di tre anni con opzione per il quarto anno.
Il 28 maggio 2023, in una sfida decisiva con il Bournemouth per non retrocedere, si rivela decisivo grazie ad una rete di destro al volo fissando il risultato sul 1-0 finale.

### Nazionale
Compie tutta la trafila delle nazionali giovanili francesi dall'under-17 all'under-21, disputando una partita con quest'ultima nel marzo 2014.
Nel marzo 2022 sceglie di rappresentare il Mali, nazione delle sue origini, con cui esordisce il 25 del mese stesso nella sconfitta per 0-1 contro la Tunisia.

## Statistiche

### Presenze e reti nei club
Statistiche aggiornate al 25 maggio 2025.
| Stagione        | Squadra         | Campionato      | Campionato | Campionato | Coppe nazionali | Coppe nazionali | Coppe nazionali | Coppe continentali | Coppe continentali | Coppe continentali | Altre coppe | Altre coppe | Altre coppe | Totale | Totale |
| Stagione        | Squadra         | Comp            | Pres       | Reti       | Comp            | Pres            | Reti            | Comp               | Pres               | Reti               | Comp        | Pres        | Reti        | Pres   | Reti   |
| --------------- | --------------- | --------------- | ---------- | ---------- | --------------- | --------------- | --------------- | ------------------ | ------------------ | ------------------ | ----------- | ----------- | ----------- | ------ | ------ |
| 2010-2011       | Rennes II       | CFA             | 6          | 0          | -               | -               | -               | -                  | -                  | -                  | -           | -           | -           | 6      | 0      |
| 2011-2012       | Rennes II       | CFA2            | 0          | 0          | -               | -               | -               | -                  | -                  | -                  | -           | -           | -           | 0      | 0      |
| 2012-2013       | Rennes II       | CFA2            | 16         | 2          | -               | -               | -               | -                  | -                  | -                  | -           | -           | -           | 16     | 2      |
| dic. 2013       | Rennes II       | CFA2            | 1          | 0          | -               | -               | -               | -                  | -                  | -                  | -           | -           | -           | 1      | 0      |
| Totale Rennes 2 | Totale Rennes 2 | Totale Rennes 2 | 23         | 2          |                 |                 |                 |                    |                    |                    |             |             |             | 23     | 2      |
| 2012-2013       | Rennes          | L1              | 4          | 1          | CF+CdL          | 0+0             | 0               | -                  | -                  | -                  | -           | -           | -           | 4      | 1      |
| 2013-2014       | Rennes          | L1              | 20         | 6          | CF+CdL          | 6+1             | 0+1             | -                  | -                  | -                  | -           | -           | -           | 27     | 7      |
| 2014-2015       | Rennes          | L1              | 35         | 3          | CF+CdL          | 3+3             | 2+0             | -                  | -                  | -                  | -           | -           | -           | 41     | 5      |
| 2015-gen. 2016  | Rennes          | L1              | 16         | 2          | CF+CdL          | 2+2             | 0+1             | -                  | -                  | -                  | -           | -           | -           | 20     | 3      |
| Totale Rennes   | Totale Rennes   | Totale Rennes   | 75         | 12         |                 | 17              | 4               |                    | -                  | -                  |             | -           | -           | 92     | 16     |
| gen.-giu. 2016  | Granada         | PD              | 15         | 0          | CR              | 0               | 0               | -                  | -                  | -                  | -           | -           | -           | 15     | 0      |
| 2016-2017       | Watford         | PL              | 20         | 1          | FACup+CdL       | 2+1             | 0               | -                  | -                  | -                  | -           | -           | -           | 23     | 1      |
| 2017-2018       | Watford         | PL              | 37         | 7          | FACup+CdL       | 2+0             | 0               | -                  | -                  | -                  | -           | -           | -           | 39     | 7      |
| 2018-2019       | Watford         | PL              | 35         | 5          | FACup+CdL       | 4+1             | 0               | -                  | -                  | -                  | -           | -           | -           | 40     | 5      |
| 2019-2020       | Watford         | PL              | 37         | 4          | FACup+CdL       | 0+2             | 0               | -                  | -                  | -                  | -           | -           | -           | 39     | 4      |
| Totale Watford  | Totale Watford  | Totale Watford  | 129        | 17         |                 | 12              | 0               |                    | -                  | -                  |             | -           | -           | 141    | 17     |
| 2020-2021       | Everton         | PL              | 29         | 2          | FACup+CdL       | 3+2             | 1+0             | -                  | -                  | -                  | -           | -           | -           | 34     | 3      |
| 2021-2022       | Everton         | PL              | 30         | 2          | FACup+CdL       | 3+1             | 0+0             | -                  | -                  | -                  | -           | -           | -           | 34     | 2      |
| 2022-2023       | Everton         | PL              | 25         | 5          | FACup+CdL       | 1+1             | 0+0             | -                  | -                  | -                  | -           | -           | -           | 27     | 5      |
| 2023-2024       | Everton         | PL              | 32         | 7          | FACup+CdL       | 0+3             | 0+0             | -                  | -                  | -                  | -           | -           | -           | 35     | 7      |
| 2024-2025       | Everton         | PL              | 33         | 3          | FACup+CdL       | 2+1             | 0+1             | -                  | -                  | -                  | -           | -           | -           | 36     | 4      |
| Totale Everton  | Totale Everton  | Totale Everton  | 149        | 19         |                 | 17              | 2               |                    | -                  | -                  |             | -           | -           | 166    | 21     |
| Totale carriera | Totale carriera | Totale carriera | 391        | 50         |                 | 46              | 6               |                    | -                  | -                  |             | -           | -           | 437    | 56     |

### Cronologia presenze e reti in nazionale
| Cronologia completa delle presenze e delle reti in nazionale ― Mali | Cronologia completa delle presenze e delle reti in nazionale ― Mali | Cronologia completa delle presenze e delle reti in nazionale ― Mali | Cronologia completa delle presenze e delle reti in nazionale ― Mali | Cronologia completa delle presenze e delle reti in nazionale ― Mali | Cronologia completa delle presenze e delle reti in nazionale ― Mali | Cronologia completa delle presenze e delle reti in nazionale ― Mali | Cronologia completa delle presenze e delle reti in nazionale ― Mali |
| Data                                                                | Città                                                               | In casa                                                             | Risultato                                                           | Ospiti                                                              | Competizione                                                        | Reti                                                                | Note                                                                |
| ------------------------------------------------------------------- | ------------------------------------------------------------------- | ------------------------------------------------------------------- | ------------------------------------------------------------------- | ------------------------------------------------------------------- | ------------------------------------------------------------------- | ------------------------------------------------------------------- | ------------------------------------------------------------------- |
| 25-3-2022                                                           | Bamako                                                              | Mali                                                                | 0 – 1                                                               | Tunisia                                                             | Qual. Mondiali 2022                                                 | -                                                                   | 46’                                                                 |
| 29-3-2022                                                           | Radès                                                               | Tunisia                                                             | 0 – 0                                                               | Mali                                                                | Qual. Mondiali 2022                                                 | -                                                                   | 73’                                                                 |
| Totale                                                              |                                                                     | Presenze                                                            | 2                                                                   |                                                                     | Reti                                                                | 0                                                                   |                                                                     |

| Cronologia completa delle presenze e delle reti in nazionale ― Francia under 21 | Cronologia completa delle presenze e delle reti in nazionale ― Francia under 21 | Cronologia completa delle presenze e delle reti in nazionale ― Francia under 21 | Cronologia completa delle presenze e delle reti in nazionale ― Francia under 21 | Cronologia completa delle presenze e delle reti in nazionale ― Francia under 21 | Cronologia completa delle presenze e delle reti in nazionale ― Francia under 21 | Cronologia completa delle presenze e delle reti in nazionale ― Francia under 21 | Cronologia completa delle presenze e delle reti in nazionale ― Francia under 21 |
| Data                                                                            | Città                                                                           | In casa                                                                         | Risultato                                                                       | Ospiti                                                                          | Competizione                                                                    | Reti                                                                            | Note                                                                            |
| ------------------------------------------------------------------------------- | ------------------------------------------------------------------------------- | ------------------------------------------------------------------------------- | ------------------------------------------------------------------------------- | ------------------------------------------------------------------------------- | ------------------------------------------------------------------------------- | ------------------------------------------------------------------------------- | ------------------------------------------------------------------------------- |
| 4-3-2014                                                                        | Le Mans                                                                         | Francia under 21                                                                | 1 – 0                                                                           | Bielorussia under 21                                                            | Qual. Europeo Under-21 2015                                                     | -                                                                               | 75’                                                                             |
| Totale                                                                          |                                                                                 | Presenze                                                                        | 1                                                                               |                                                                                 | Reti                                                                            | 0                                                                               |                                                                                 |